# Звездна нощ (албум)
„Звездна нощ“ е третият и последен албум на българската попфолк певица Весела. Издаден е през 2003 г. В албума са включени 14 песни.

## Списък с песните
1. 100 години
2. Ледено сърце
3. Виновна ли съм
4. Като птица без подслон
5. Зимен сън
6. Две съдби
7. Грешнико скандален
8. Любовен пожар
9. Мъжки мераци
10. Любе Стояне
11. Не е за всеки
12. Жадувана любов
13. За теб
14. Звездна нощ

## Видеоклипове
| Видеоклип      | Премиера | Албум       | Режисьор                      |
| -------------- | -------- | ----------- | ----------------------------- |
| Любовен пожар  | 2002     | Звездна нощ | Николай Скерлев               |
| Любе Стояне    | 2002     | Звездна нощ |                               |
| Виновна ли съм | 2003     | Звездна нощ | Георги Колев                  |
| Ледено сърце   | 2003     | Звездна нощ | Николай Скерлев               |
| 100 години     | 2003     | Звездна нощ | Николай Скерлев               |
| Звездна нощ    | 2003     | Звездна нощ | Георги Колев                  |
| Две съдби      | 2003     | Звездна нощ | Николай Нанков/Петьо Картулев |

## ТВ Версии
| Видеоклип          | Албум       | Програма                                                              |
| ------------------ | ----------- | --------------------------------------------------------------------- |
| Не е за всеки      | Звездна нощ | Промоция „9-ят елемент“                                               |
| Птица без подслон  | Звездна нощ | Карнавал в „Приказките“                                               |
| Виновна ли съм     | Звездна нощ | Новогодишна програма в „Приказките“ 2002                              |
| Зимен сън          | Звездна нощ | Лятна програма „Чифлика“ 2003                                         |
| Грешнико скандален | Звездна нощ | Лятна програма „Чифлика“ 2003                                         |
| Звездна нощ        | Звездна нощ | Звездна нощ в „Чифлика“                                               |
| Две съдби          | Звездна нощ | Звездна нощ в „Чифлика“                                               |
| Жадувана любов     | Звездна нощ | Новогодишна програма в „Приказките“ 2003, Лятна програма „Аква старс“ |
| Любе Стояне        | Звездна нощ | Празничен хоровод 2004                                                |
| 100 години         | Звездна нощ | Промоция „Под дъжда“                                                  |

## Музикални изяви

### Участия в концерти
- Денс парти 2002 – изп. „Любовен пожар“ и „Блондинка“
- 1 година телевизия „Планета“ – изп. „Любовен пожар“
- Награди на телевизия „Планета“ за 2002 г. – изп. „Виновна ли съм“
- „Тракия фолк“ 2003 – изп. „Ледено сърце“
- Награди на телевизия „Планета“ за 2003 г. – изп. „100 години“